# Tetraponera dilatata
Tetraponera dilatata é uma espécie de formiga do gênero Tetraponera, pertencente à subfamília Pseudomyrmecinae.